# Ethelbert Nevin
Ethelbert Woodbridge Nevin (Edgeworth, 25 november 1862 – New Haven, 17 februari 1901) was een Amerikaans componist en pianist.

## Levensloop
Nevin groeide op in een zeer muzikale familie. Hij kreeg zijn eerste muzieklessen van zijn vader, Robert P. Nevin, een uitgever van een dagblad in Pittsburgh, die eveneens eenvoudige liedjes componeerde. Het bekendste en toen recht populaire is ongetwijfeld Our Nominee dat van de aanhangers van de kandidaat James K. Polk voor de presidentsverkiezingen in 1845 gefavoriseerd was. Ook de moeder van Ethelbert was muzikaal omdat zij de piano thuis bespeelde. Zijn jongere broer Arthur Nevin en ook zijn neven George en Gordon Balch Nevin werden componist. Al op vierjarige leeftijd kreeg hij pianoles. Hij was ook twee jaar in Dresden en kreeg aldaar van von Böhme pianoles. In 1878 studeerde hij aan de "Western University", nu bekend als Universiteit van Pittsburgh in Pittsburgh. Later studeerde hij in Boston piano bij B. J. Lang en compositie bij Stephen A. Emery.
Vervolgens was hij muziek- en pianoleraar in Pittsburgh. Nadat hij genoeg geld verdiend had ging hij naar Berlijn en studeerde aldaar van 1884 tot 1886 bij Karl Klindworth. Over Klindworth was hij vol lof, omdat hij naast muziek ook kennis van literatuur had en Nevin werd op deze manier bekend met literatuur van zowel Johann Wolfgang von Goethe, Friedrich von Schiller en zelfs William Shakespeare. In 1885 werden de beste leerlingen van Klindworth opgenomen in een klas waar zij onderwijs kregen van Hans von Bülow. Ook Nevin was erbij. Zo kon hij luisteren naar de muziek van Johannes Brahms, Franz Liszt en Joseph Joachim Raff in de repetities die gedirigeerd werden door von Bülow. Tot de studerende luisteraars van de (openbare) repetities behoorden ook Cosima Wagner en Joseph Joachim.
In 1887 keerde hij naar de Verenigde Staten terug en verbleef in Boston. Maar in de volgende jaren reisde hij veel en woonde naast in Boston ook in Parijs, Berlijn, Florence en in Venetië. Tussendoor was hij een bepaalde tijd in Algiers. In 1897 kwam hij naar de Verenigde Staten terug.

## Composities

### Werken voor harmonieorkest
- 1898 The Rosary (bewerkt door T. Clark)
- 1910 A Night in Venice (bewerkt door Herman Bellstedt)
- Narcissus
- Venezia Suite

### Vocale muziek

#### Liederen
- 1887 Bed-Time Song - tekst: Lillian Dynevor Rice
- 1888 Sketchbook, op. 2
- 1888 Three Songs, op. 3 
  1. Deep in a Rose's Glowing Heart
  2. One Spring Morning
  3. Doris
- 1889 Five Songs, op. 5 
  1. Herbstgefuhl
  2. La Chanson des Lavandieres
  3. 'Twas April
  4. Raft Song
  5. Before the Daybreak
- 1890 Wynken, Blynken, and Nod, op. 9
- 1891 Songs, voor sopraan (of tenor), op. 12 
  1. A Summer Day
  2. Beat Upon Mine, Little Heart
  3. In a Bower
  4. Little Boy Blue
  5. At Twilight

- 1892 Three Songs, op. 17
  1. Hab' ein Röslein
  2. Le Vase Brise
  3. Rappelle-toi
- 1893 A Book of Songs, op. 20
  1. A Fair Good Morn
  2. Sleep, Little Tulip
  3. Every Night
  4. Airly Beacon
  5. When the Land was White with Moonlight
  6. A Song of Love
  7. Nocturne
  8. Dites-moi
  9. Orsola's song
  10. In der Nacht

- 1898 The Rosary
- 1899-1900 Songs from Vineacre, op. 28
  1. A Necklace of Love
  2. Sleeping and Dreaming
  3. Mon dèsir
  4. The Nightingale's Song
  5. Dream-maker man
  6. La lune blanche
  7. Ein Heldenlied
  8. Ein Liedchen
- 1901 An African Love Song
- 1901 Mighty Lak' a Rose - tekst: Frank Lebby Stanton

### Kamermuziek
- 1891 Melody and Habanera, voor viool en piano, op. 8
- 1893 Barcarolle, voor viool en piano

### Werken voor piano
- 1874 Lilian Polka
- 1888 Sketchbook, op. 2
- 1890 Three Duets, op. 6 
  1. Valse Caprice
  2. Country Dance
  3. Mazurka
- 1890 Four Compositions, op. 7 
  1. Valser Gentile
  2. Slumber Song
  3. Intermezzo
  4. Song of the Brook
- 1891 Water Scenes, op. 13
  1. Dragon Fly
  2. Ophelia
  3. Water Nymph
  4. Narcissus
  5. Barcarolle

- 1892 In Arcady, op. 16
  1. A Shepherd's Tale
  2. Shepherds All and Maidens Fair
  3. Lullabye
  4. Tournament
- 1892 Two Etudes, op. 18
  1. In the Form of a Romance
  2. In the Form of a Scherzo
- 1896 La Guitare
- 1896 May in Tuscany, op. 21
  1. Arlecchino
  2. Notturno
  3. Barchetta
  4. Misericordia
  5. Il Rusignuolo
  6. La Pastorella

- 1898 A Day in Venice, op. 25 
  1. Alba
  2. Gondolieri
  3. Canzone amorosa
  4. Buona Notte
- 1899 En Passant, op. 30
  1. A Fontainebleau
  2. In Dreamland
  3. Napoli
  4. At Home
- 1902 O'er Hill and Dale
  1. 'Twas a Lover and His Lass
  2. The Thrush
  3. Love Is A-Straying, Ever Since Maying
  4. The Lark Is on the Wing